# 3XMM J004301.4+413017
3XMM J004301.4+413017 (или сокр. 3X J0043) — первый пульсар, открытый в галактике Туманность Андромеды.
Обнаружен в рамках проекта EXTraS (от англ. Exploring the X-ray Transient and variable Sky) в результате изучения архивных данных телескопа XMM-Newton 35 наблюдений за 2000—2013 годы. Его обозначение говорит, что это рентгеновский пульсар каталога Third XMM-Newton Serendipitous Source Catalogue, где буква J означает, что за ней указаны экваториальные координаты объекта в системе J2000.0 в формате ЧЧММСС.С (прямое восхождение) и ГГММСС (склонение). Пульсар представляет собой нейтронную звезду, вращающуюся с периодом 1,2 секунды. Источником излучаемой им энергии, по-видимому, является соседняя звезда, сравнимая с нашим Солнцем, которая обращается вокруг него с периодом 1,27 дня. 3XMM J004301.4+413017 может представлять собой маломассивную рентгеновскую двойную, где масса соседней звезды меньше массы Солнца, или среднемассивную двойную систему, где масса соседней звезды составляет около двух масс Солнца.